# Bjarte Engen Vik
Bjarte Engen Vik, född 3 mars 1971 i Tromsø, är en norsk tidigare utövare av nordisk kombination. Han tillhörde världstoppen i nordisk kombination vid millennieskiftet åren kring 1999-2000. Han satte rekord i antalet vunna världscupdeltävlingar, 26 stycken. Rekordet tangerades av Hannu Manninen vid tävlingar i Seefeld in Tirol i Österrike den 9 januari 2005. Hannu Manninen slog senare detta rekord.

## Meriter

### Världscupen
- Seger i totala världscupen säsongerna 1997/1998 och 1998/1999.

### Världsmästerskap
- VM-guld i klassisk distans 1999.
- VM-guld i sprint 1999.

### Olympiska spel
- OS-guld i klassisk distans 1998. Den då enda existerande distansen.